# Estevão Harding
Santo Estevão Harding (Dorset, Inglaterra, segunda metade do século XI 1060  - 28 de março de 1134), é um santo católico, prior e depois abade da abadia de Cister de 1099 a 1133, editor em particular da Carta de Caridade de Cister. Foi um dos fundadores da Ordem de Cister junto com São Roberto de Molesme e Santo Alberico de Cister.

## Vida
Estevão nasceu por volta do ano 1060 numa família de nobres. Ainda jovem entrou na abadia beneditina de Sherborne, onde fez sua profissão religiosa. A invasão dos normandos fez com que ele abandonasse a vida religiosa e partisse para a Escócia. Mais tarde foi para Paris, para se dedicar aos estudos e, em seguida, foi para Roma numa peregrinação penitencial, em busca do perdão em virtude de seu abandono da vida monástica. Ao voltar, ia recitando o saltério ao longo da estrada. Passando por uma abadia na Borgonha, Estêvão se sentiu atraído pela vida pobre e austera dessa comunidade e, ao final, decidiu aí viver. Mais tarde, seguindo o abade fundador, Roberto, com um pequeno grupo de monges, Estêvão se transferiu para a região de Cister, onde fundariam um novo mosteiro. Num primeiro momento Roberto foi o abade fundador, mas outros problemas fizeram com que ele tivesse que retornar para o antigo mosteiro. Em seu lugar assumir o monge Alberico, que conduziria a pequena comunidade por dez anos. Após sua morte, Estêvão foi eleito como seu sucessor. Ao assumir como novo abade, ele se dedicou a reformar os livros litúrgicos e à fixação do texto bíblico usados no mosteiro. Aos poucos, santo Estêvão foi configurando o rosto da comunidade de Cister. Sua vida foi constelada de trabalhos importantes: os papas de seu tempo o encarregaram várias vezes de resolver problemas nascidos entre as várias abadias. Depois de 24 anos governando sua abadia, Estêvão, sentindo-se velho e cansado, pediu sua demissão no ano 1133. No dia 28 de março de 1134 morreu. Por ocasião de sua morte, a ordem cisterciense contava já com mais de setenta mosteiros espalhados por toda a Europa.

## Regra cisterciense
Natural do Reino da Inglaterra, Santo Estevão falava quatro línguas: Anglo-saxão, normando, francês e latim. Ele completou a reforma litúrgica iniciada antes dele. Para cumprir a seqüencia da Regra, havia muito a ser feito em relação à prática de Cluny, os ofícios excessivamente alongados, a pompa abundante. Aquilo que, em número ou extensão, excedeu as diretrizes da Regra foi rejeitado. Estevão também promulgou regras firmes e precisas em detalhes para tudo o que dizia respeito à igreja, ornamentos, objetos de culto, paramentos litúrgicos, removendo implacavelmente tudo que parecesse a ostentação e o supérfluo, estabelecendo em toda parte pobreza e simplicidade.

## Hinário cisterciense
Estevão Harding, que se tornara abade de Cister, mandou seus copistas a Metz (sede da tradição da canção carolíngia) e a Milão fim de copiar as fontes mais antigas conhecidas para os hinos de Santo Ambrósio.
Assim, por volta de 1098, Estevão Harding especifica no prefácio do hinário (coleção de todos os hinos adotados pelos cistercienses) : 
Nous faisons connaître aux fils de la sainte église que ces hymnes, certainement composées par le bienheureux archevêque Ambroise, nous les avons fait rapporter de l'église de Milan où elles sont chantées, en ce lieu qui est le nôtre, à savoir le Nouveau Monastère. D'un commun accord avec nos frères, nous avons décidé qu'elles seules, et nulle autre, seraient désormais chantées par nous, et par tous ceux qui viendront après nous. Car ce sont ces hymnes ambrosiennes, que notre bienheureux père et maître Benoît nous invite à chanter dans sa règle, que nous avons décidé d'observer en ce lieu avec le plus grand soin

## Bíblia de Cister
Estevão mandou copiar uma Bíblia, cujo texto é o resultado de uma revisão cuidadosa dos textos da Bíblia latina de Jerônimo, a Vulgata. O resultado é uma revisão do texto latino a partir do texto grego e, sobretudo, do texto hebraico, revisado com a ajuda de rabinos judeus.

## Estilística de Cister
Três estilos podem ser distinguidos nas iluminações de Cister no século XII:
- O primeiro, o mais conhecido, distingue-se pela exilidade de seus súditos. Quer se trate de seres humanos, animais ou plantas entrelaçadas a adornar as iniciais ou letras próprias compostas por vários personagens, a inspiração que os monges pintores tiraram do seu ambiente quotidiano combinada com a qualidade artística. Da execução tornam as obras desta série um dos picos de iluminação, e isso apesar de certas restrições impostas pela exigência de simplicidade própria de Cister, como o número reduzido de cores utilizadas ou o uso do próprio pergaminho como fundo.

- O segundo estilo, que floresceu a partir de 1120, é dito "bizantino" Por causa das influências orientais que revela. Estes se manifestam no caráter hierático das composições que podem ocupar uma página inteira, mas também em certos detalhes decorativos, gregos ou arabescos.

- É às exortações de São Bernardo a favor do descascamento que se atribui o terceiro estilo, caracterizado pelas letras monocromáticas, que não impede a policromia dentro de uma mesma palavra por justaposição de letras de cores diferentes. Dadas as restrições impostas, a criatividade artística refugia-se na fineza da linha e na riqueza das marcas d'água que, então, atingem novos patamares, enquanto a paleta utilizada é enriquecida com novas cores. Este estilo surge em um período de definição das regras de funcionamento da Ordem em plena expansão que é, portanto, também, uma época de grande produção de livros.